# Baybay
Baybay è una municipalità di prima classe delle Filippine, situata nella Provincia di Leyte, nella Regione di Visayas Orientale.
Il Republic Act N. 9389 aveva concesso a Baybay lo status di città; il 18 novembre 2008 la Corte Suprema delle Filippine ha però accolto un ricorso della Lega delle Città delle Filippine annullando la trasformazione in città di 16 municipalità, tra cui Baybay.
Baybay è formata da 92 baranggay; di questi, 23 sono situati nella città (problacion) et 68 sono rurali:
- Altavista
- Ambacan
- Amguhan
- Ampihanon
- Balao
- Banahao
- Biasong
- Bidlinan
- Bitanhuan
- Bubon
- Buenavista
- Bunga
- Butigan
- Candadam
- Caridad
- Ciabo
- Cogon
- Ga-as
- Gabas
- Gakat
- Guadalupe (Utod)
- Gubang
- Hibunawan
- Higuloan
- Hilapnitan
- Hipusngo
- Igang
- Imelda
- Jaena
- Kabalasan
- Kabatuan

- Kabungaan
- Kagumay
- Kambonggan
- Kan-ipa
- Kansungka
- Kantagnos
- Kilim
- Lintaon
- Maganhan
- Mahayahay
- Mailhi
- Maitum
- Makinhas
- Mapgap
- Marcos
- Maslug
- Matam-is
- Maybog
- Maypatag
- Monte Verde
- Monterico
- Palhi
- Pangasungan
- Pansagan
- Patag
- Plaridel
- Poblacion Zone 1
- Poblacion Zone 2
- Poblacion Zone 3
- Poblacion Zone 4
- Poblacion Zone 5

- Poblacion Zone 6
- Poblacion Zone 7
- Poblacion Zone 8
- Poblacion Zone 9
- Poblacion Zone 10
- Poblacion Zone 11
- Poblacion Zone 12
- Poblacion Zone 13
- Poblacion Zone 14
- Poblacion Zone 15
- Poblacion Zone 16
- Poblacion Zone 17
- Poblacion Zone 18
- Poblacion Zone 19
- Poblacion Zone 20
- Poblacion Zone 21
- Poblacion Zone 22
- Poblacion Zone 23
- Pomponan
- Punta
- Sabang
- San Agustin
- San Isidro
- San Juan
- Santa Cruz
- Santo Rosario
- Sapa
- Villa Mag-aso
- Villa Solidaridad
- Zacarito